# 大槺榔 (嘉義縣)
大槺榔，是臺灣嘉義縣朴子市的一個傳統地域名稱，位於該市中北部偏東北。相較於今日行政區，其範圍大致包括大鄉里不含西南端、大葛里西北半部。

## 歷史
台灣日治初期，大槺榔地區為一街庄（舊制街庄），稱為「大槺榔庄」，隸屬於大槺榔西堡。該庄昔日西及西北與樸仔腳街為鄰，北邊西段與雙溪口庄為鄰，北邊東段及東邊為小槺榔庄，南邊東側一小段與馬稠後庄為界，南邊其餘部分及西南邊為下竹圍庄。
1901年（日治明治三十四年）11月11日，全台設置二十廳，該庄隸屬於嘉義廳。1904年（明治三十七年）2月15日，該庄編入「大槺榔區」，隸屬於嘉義廳。1909年（明治四十二年）10月25日，全台整併二十廳為十二廳，該庄仍隸屬於嘉義廳。1910年（明治四十三年）1月18日，各區管轄區域調整，該庄改隸屬於嘉義廳的「樸仔腳區」。
1920年（大正九年）10月1日，全台廢十二廳、改設五州二廳，該庄改制為「大槺榔」大字，隸屬於臺南州東石郡朴子街（新制街庄）。
二戰後，朴子街改制為朴子鎮，隸屬於臺南縣，大字亦改制為里。1950年（民國39年）10月25日，雲嘉南分治，朴子鎮改隸屬於嘉義縣。1992年（民國81年）9月10日，朴子鎮升格為縣轄市朴子市。

## 聚落
本地區發展較早的聚落為大槺榔，在日治期初期的官方地圖上已有記載。

## 交通
省道台82線又稱「東西向快速公路－東石嘉義線」，經過本地區南部邊界地帶中段。最近的交流道在西側為省道台19線交會處的朴子交流道，在東側為鄉道嘉45線交會處的祥和交流道，其間可利用台82線平面側車道（鄉道45-1線）連接。由此等可快速前往台82線沿線各地，或連接國道1號、國道3號。
縣道157號是斗南至過溝的道路，經過本地區西北部邊界地帶，其中縣道168號路口暨鄉道嘉47線起點路口以西路段與縣道168號共線。由該道路（大方向）北行可前往六腳鄉、新港鄉、溪口溪、雲林縣大埤鄉、大埤鄉/斗南鎮邊界，並止於斗南市區南郊的省道台1線路口；南行可前往朴子市朴子市區、東石鄉東南端、布袋鎮北部的過溝，並止於省道台17線路口。
縣道167號是朴子至麻魚寮（實際終點為後潭）的道路，經過本地區南部側邊界地帶。由該道路（大方向）西行可前往朴子市區，並止於縣道157號、縣道168號共線路口，東行可前往鹿草鄉、太保市的後潭，並止於縣道168號路口。
縣道168號又稱「嘉朴公路」，是東石鄉至中庄的道路，經過本地區中北部及東半葉的北部邊界地帶，其中縣道157號路口暨鄉道嘉47線起點路口以西路段與縣道157號共線。由該道路西行可前往東石鄉東石市區；東行可前往太保市、水上鄉，並止於中庄的縣道165號轉角路口。
鄉道嘉45-1線是朴子永和至鹿草馬稠後的道路，也是省道台82線（東西向快速公路－東石嘉義線）的平面側車道。
鄉道嘉46線是雙溪口至大槺榔的道路。
鄉道嘉47線是潭墘橋至苦瓜寮的道路。
鄉道嘉47-1線是新吉庄至大槺榔的道路。
鄉道嘉58-1線是仁和至東勢的道路。

## 學校
- 大鄉國小